# Cryptocarya macrodesme
Cryptocarya macrodesme är en lagerväxtart som beskrevs av Schlechter. Cryptocarya macrodesme ingår i släktet Cryptocarya och familjen lagerväxter. Inga underarter finns listade i Catalogue of Life.